# Mavželj
Mavzelj (relleno de carne de cerdo picada en red) es un plato nacional esloveno. Se conoce principalmente en la Carintia eslovena y también en la Alta Carniola. Se elabora con la sopa en la que se cocinó la cabeza de cerdo y con los restos de la carne y los sesos de la misma cabeza de cerdo. El plato tiene forma de bola y viene en varias variaciones locales. En el pasado, la preparación de esta bola envuelta en red llamada mavželjni era mucho más popular que hoy. Los alfareros hicieron módulos especiales para hornear de barro para adaptarse a su forma. El plato se consumía principalmente en vacaciones.

## Preparación
Se hierven las sobras de cabeza de cerdo y los pulmones y sesos por separado. Se los pica y se les agrega polenta cocida y especias. Luego se pica cebolla y se la saltea con mantequilla. 
Finalmente se hacen bolas con la mezcla del tamaño de un puño y se las envuelve en una red de malla fina para cerdo por separado. Luego se coloca las bolas en un molde para hornear y se hornea.

### Variaciones
Las variantes actuales son diversas según el tipo de carne utilizada, se puede utilizar carne de cerdo, de vaca, de pavo o  de pollo. En la variante vegetariana se puede utilizar soja que se tuesta sobre la grasa vegetal. El pan se puede sustituir por arroz. Para variantes más lujosas, se envuelven panes antes de asarlos en owens de cerdo y también se puede  agregar huevos.